# 富東邨

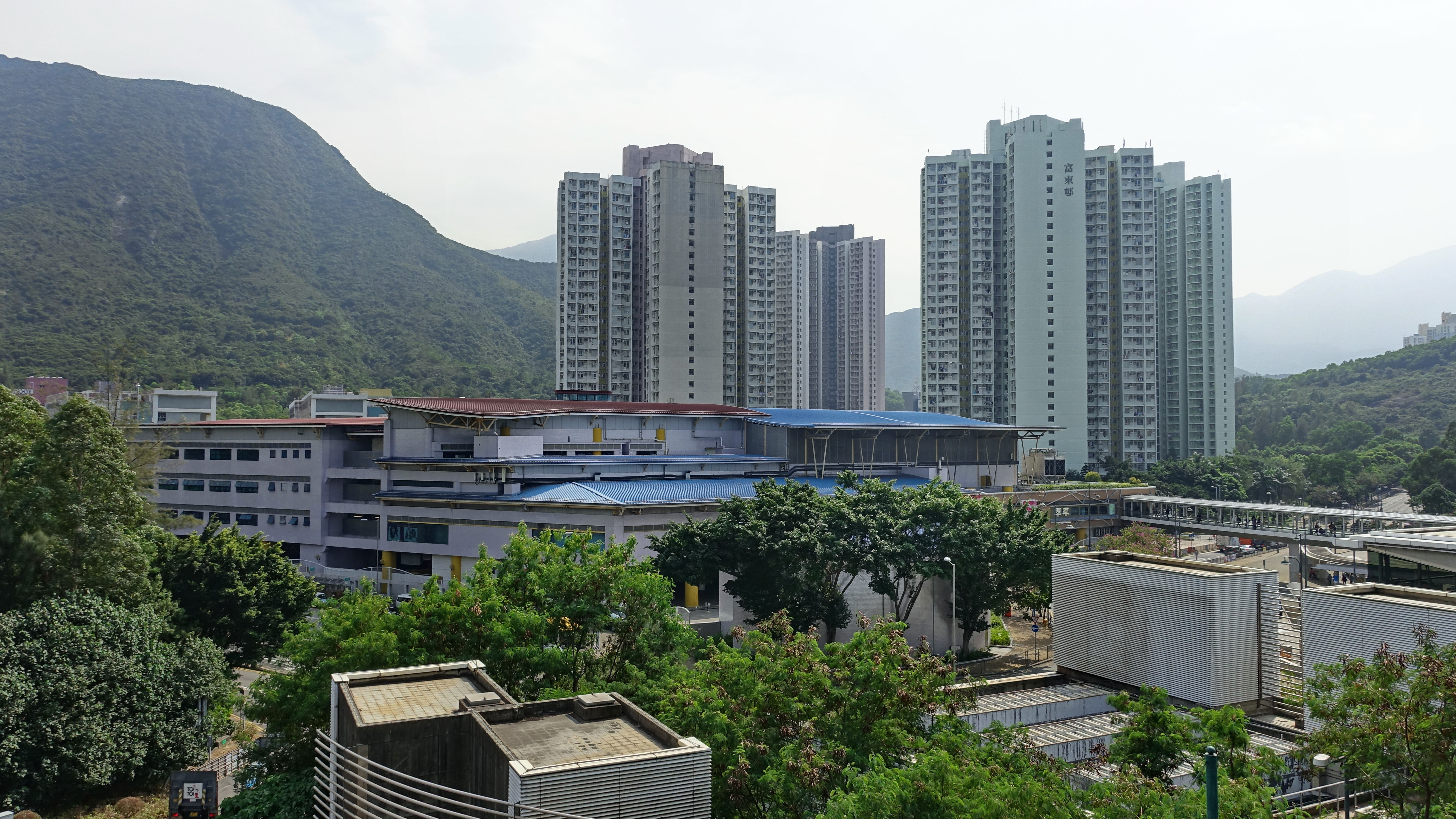
富東廣場、裕東苑、富東邨和在右下方的東涌站

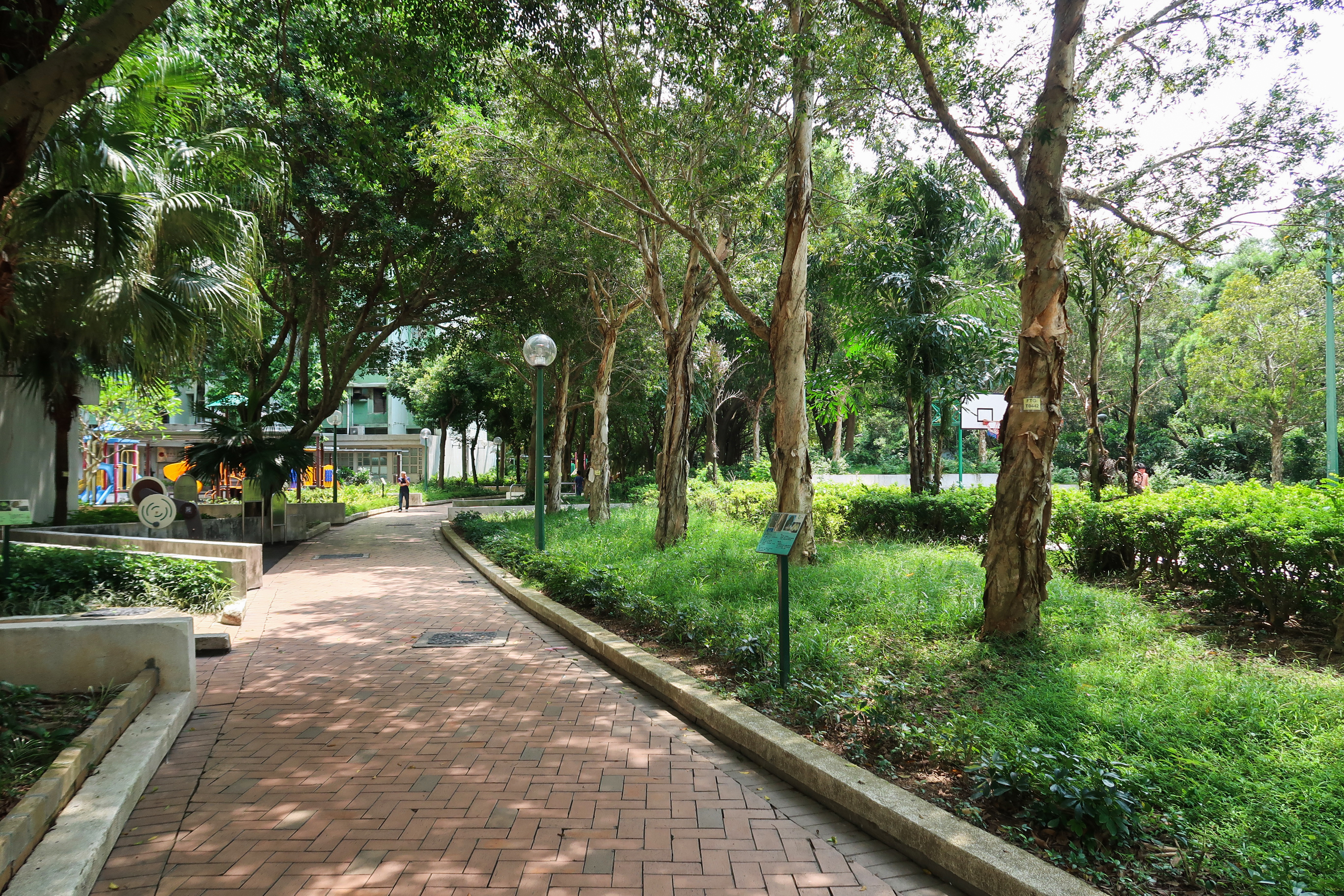
富東邨賞樹徑（2019年8月）

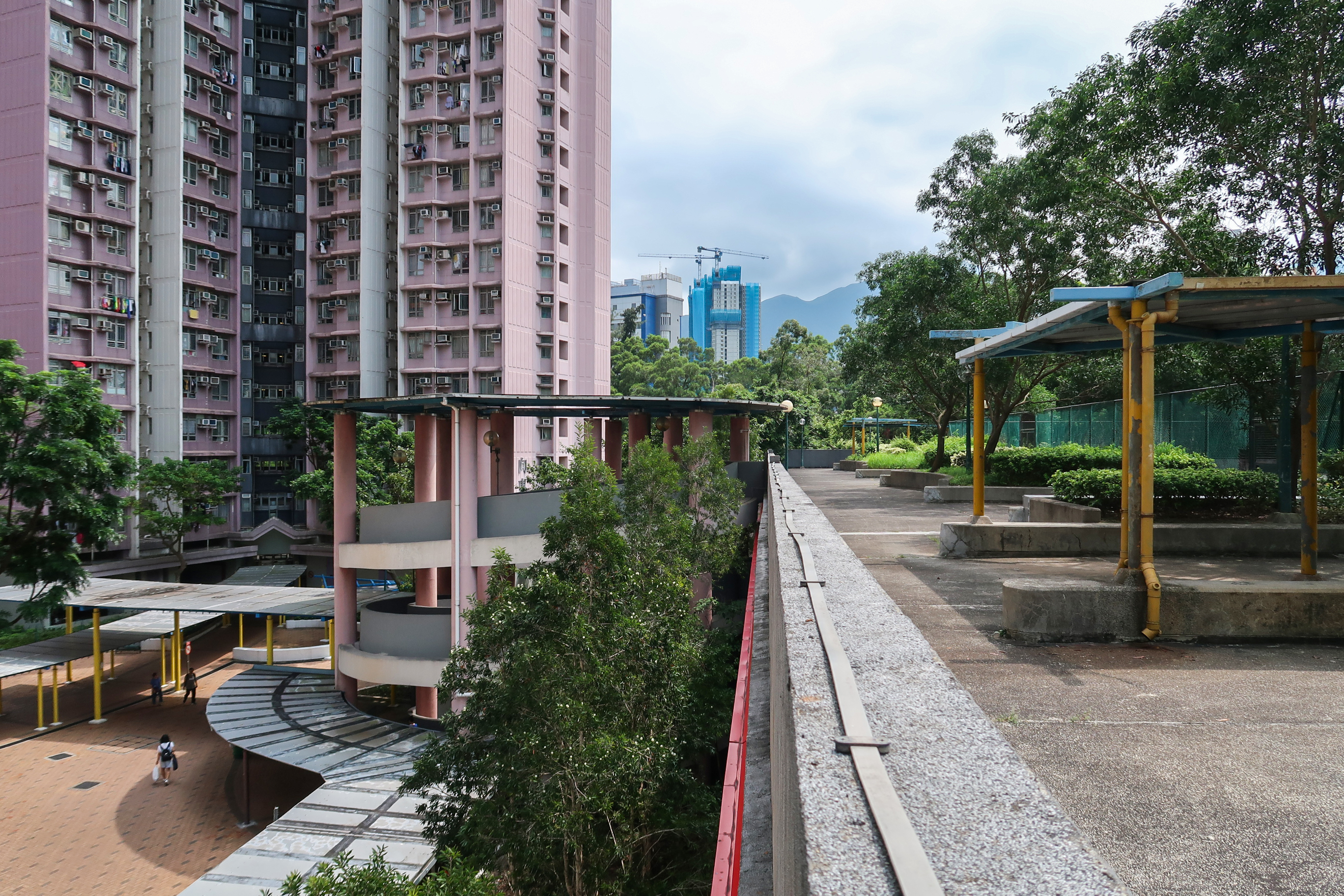
停車場平台花園，左方為裕東苑

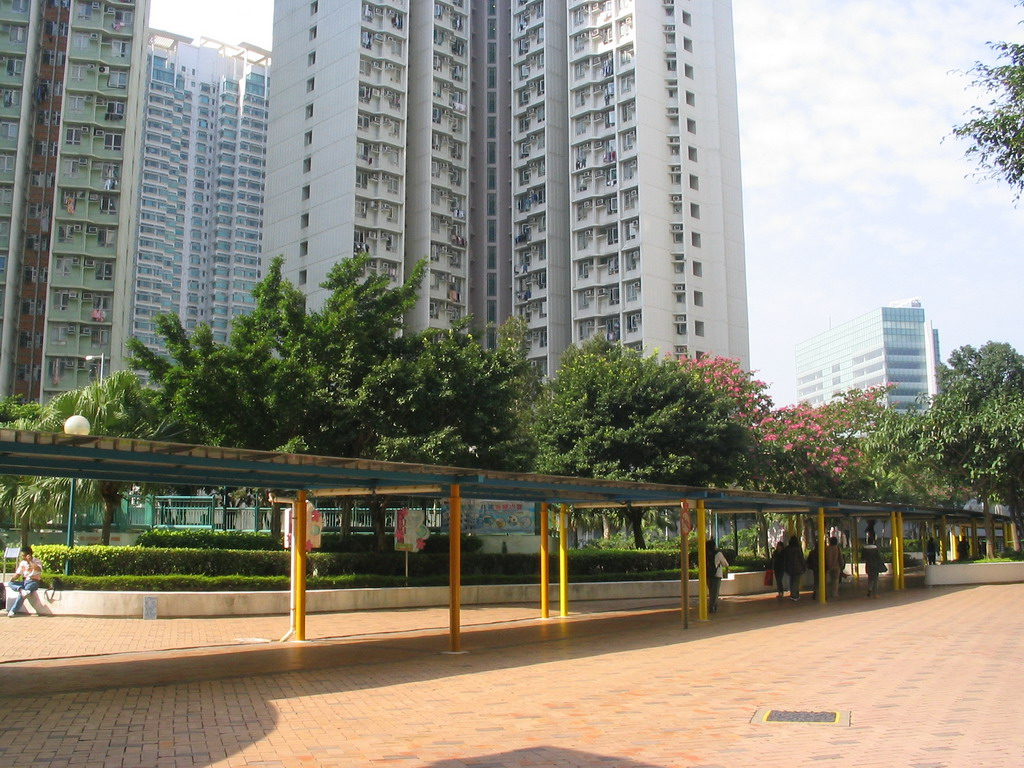
富東邨及裕東苑之間的賞樹徑

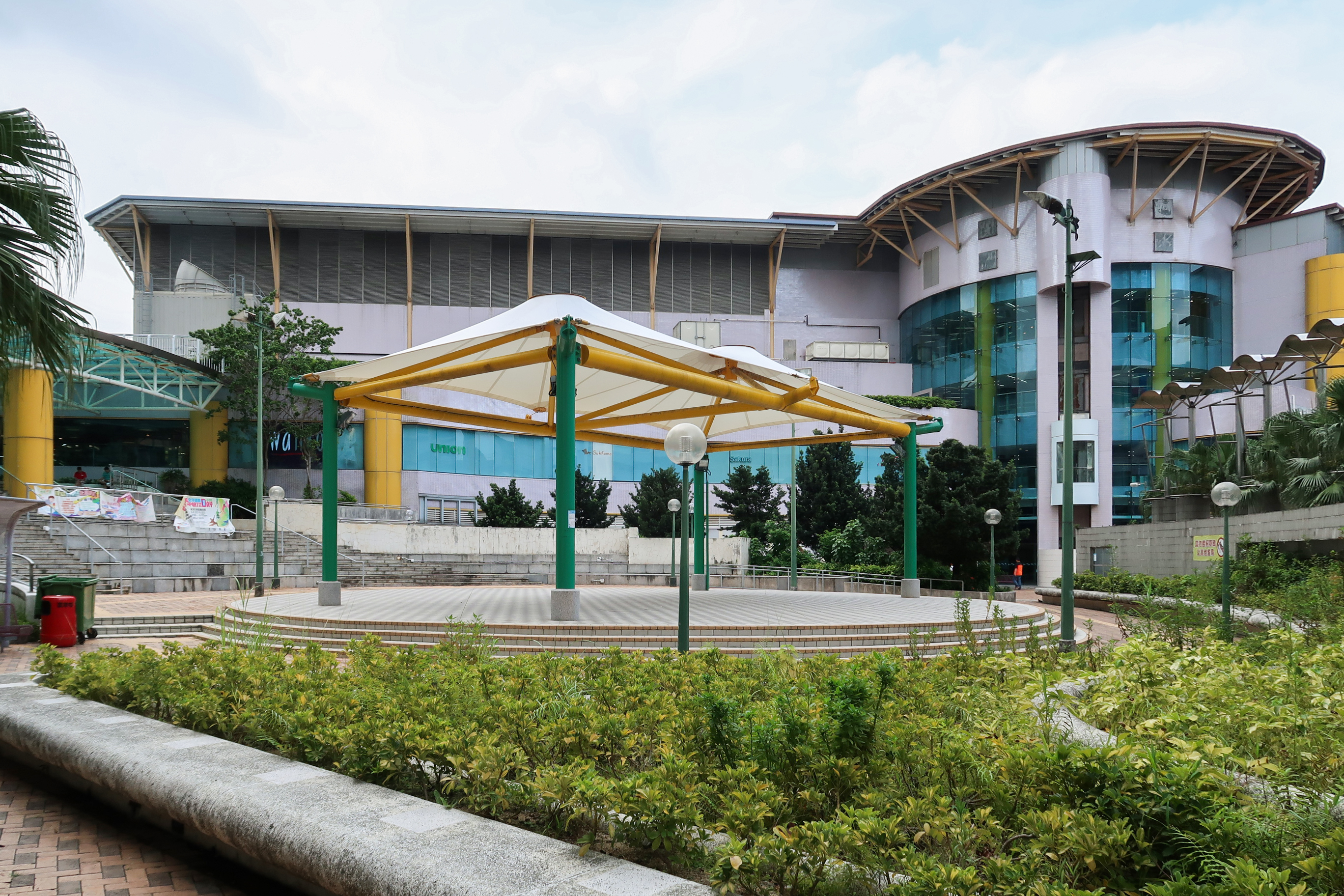
富東邨露天劇場（2019年8月）

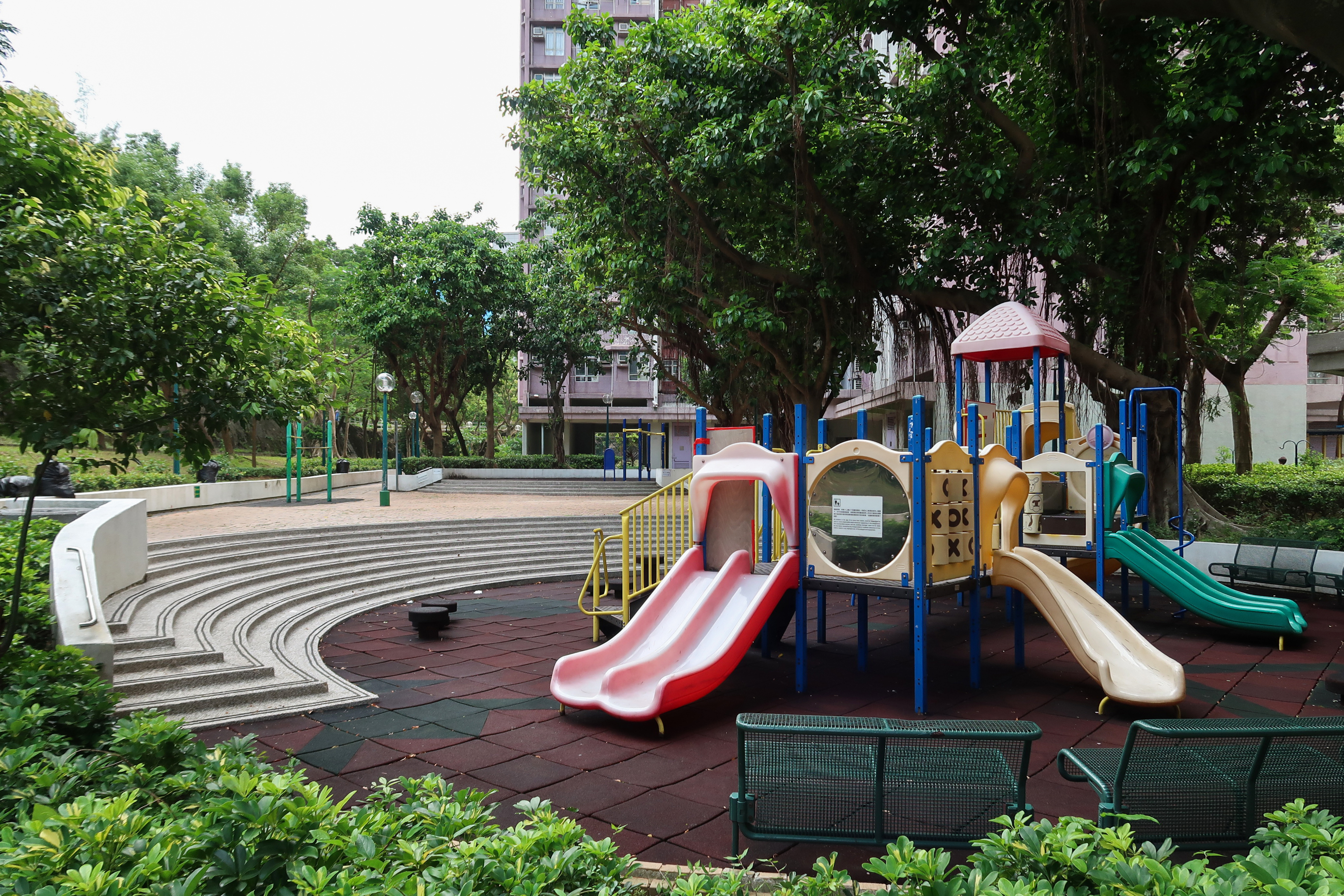
裕東苑兒童遊樂場及健體區

富東邨（英語：Fu Tung Estate）是香港的一個公共屋邨，項目編號lS01，位於大嶼山北面的東涌新市鎮第10區，於1997年入伙。
裕東苑（英語：Yu Tung Court）是香港的一個居者有其屋屋苑，位於富東邨東面，有五座和諧一型樓宇，同樣於1997年入伙。

## 簡介
富東邨及裕東苑是香港機場核心計劃項目十大基建項目之一，同時為東涌新市鎮首個公共屋邨及居屋屋苑，其命名有「富裕的東涌」之意，由房屋署總建築師（3）及高級建築師林明博（John Eric LAMBON）聯手負責設計。
據建築師林明博的介紹，東涌由大嶼山山脈和大海所圍繞，景色優美，所以在設計屋邨時，也特別著重保存原有的景緻。這個項目採用和諧一型設計，並靈活處理樓宇座向安排，使大多數的單位都可觀賞到大嶼山壯麗山景或者者優美海景，並樓宇在頂部細節上的處理與正式和諧一型設計有少許改動，而兩個屋苑均呈半月型排列及梯級型設計，跟對面的東堤灣畔相呼應，其所處位置是發展東涌新市鎮時填海得來。
本邨的興建，主要是為於新香港（赤鱲角）國際機場或東涌工作的基層人仕提供住宅單位。當時在香港國際機場工作的職員，憑僱主證明信享有優先資格購買裕東苑或租住富東邨。本邨入伙初期，地鐵（今港鐵）東涌綫尚未通車，對外交通以巴士為主；東涌綫於1998年6月22日通車後，再加上巴士服務經過多年的改善，相比同區的逸東邨，交通較為方便，35分鐘即可直達中環。
富東邨位於大嶼山北面的東涌新市鎮，但已列入擴展市區配屋區內，有三座和諧一型出租公屋大廈，當中東馬樓以居屋用料及規格建造，租金也較高，並於1997年入伙。由康業服務有限公司負責屋邨管理，直至2005年9月，現時由創毅顧問服務有限公司管理屋邨事務。

## 屋邨資料
富東邨內設有多項設施，包括多層停車場、富東商場、政府診所、1個籃球場、1個足球場、1個網球場及兒童遊樂場。此外，邨內亦建有4座第一代靈活式校舍（中、小學各兩間），與屋邨一併於1997年完工，為全港最後一批同類校舍（而首批第二代靈活式校舍，已於同期在將軍澳新市鎮建成）。
邨內保良局馬錦明夫人章馥仙中學旁一片草地上設有全港首個紫荊園，種植了100株洋紫荊樹苗。園外至富東商場地下的數十米長花槽是紫荊園的延續，名為洋紫荊教育徑，旁邊豎立了一塊金屬牌，由前特首夫人董趙洪娉於2000年1月29日主持開幕禮。
富東邨全部公屋大廈在1995年6月開始興建；裕東苑的屋苑樓宇則於1995年1月興建。所有住宅樓宇連同其附屬的設施（包括學校及商場）由瑞安建業承建，在1997年8月竣工。
裕東苑在18期丙居屋計劃發售。

### 樓宇

#### 富東邨
| 樓宇名稱      | 樓宇類型       | 落成年份 | 樓宇層數 （住宅層數） | 每層伙數 | 每座單位數目（伙） | 建築師                                                     | 承建商   | 提供升降機的廠商 | 期數 |
| ------------- | -------------- | -------- | --------------------- | -------- | ------------------ | ---------------------------------------------------------- | -------- | ---------------- | ---- |
| 東馬樓（F座） | 和諧一型第七款 | 1997年   | 31（1-30樓）          | 16       | 480                | 房屋署總建築師（3）、 高級建築師林明博（John Eric LAMBON） | 瑞安建業 | 日立             | 2    |
| 東埔樓（G座） | 和諧一型第十款 | 1997年   | 34（1-33樓）          | 18       | 594                | 房屋署總建築師（3）、 高級建築師林明博（John Eric LAMBON） | 瑞安建業 | 日立             | 3    |
| 東盛樓（H座） | 和諧一型第十款 | 1997年   | 37（1-36樓）          | 18       | 648                | 房屋署總建築師（3）、 高級建築師林明博（John Eric LAMBON） | 瑞安建業 | 日立             | 3    |

#### 裕東苑
| 樓宇名稱（座號） | 樓宇類型       | 落成年份 | 樓宇層數 （住宅層數） | 每層伙數 | 每座單位數目（伙） | 建築師                                                     | 承建商   | 提供升降機的廠商 | 期數 |
| ---------------- | -------------- | -------- | --------------------- | -------- | ------------------ | ---------------------------------------------------------- | -------- | ---------------- | ---- |
| 向東閣（A座）    | 和諧一型第七款 | 1997年   | 39（1-38樓）          | 16       | 608                | 房屋署總建築師（3）、 高級建築師林明博（John Eric LAMBON） | 瑞安建業 | 日立             | 1    |
| 賀東閣（B座）    | 和諧一型第七款 | 1997年   | 37（1-36樓）          | 16       | 576                | 房屋署總建築師（3）、 高級建築師林明博（John Eric LAMBON） | 瑞安建業 | 日立             | 1    |
| 喜東閣（C座）    | 和諧一型第七款 | 1997年   | 34（1-33樓）          | 16       | 528                | 房屋署總建築師（3）、 高級建築師林明博（John Eric LAMBON） | 瑞安建業 | 日立             | 1    |
| 啟東閣（D座）    | 和諧一型第七款 | 1997年   | 31（1-30樓）          | 16       | 480                | 房屋署總建築師（3）、 高級建築師林明博（John Eric LAMBON） | 瑞安建業 | 日立             | 1    |
| 新東閣（E座）    | 和諧一型第七款 | 1997年   | 29（1-28樓）          | 16       | 448                | 房屋署總建築師（3）、 高級建築師林明博（John Eric LAMBON） | 瑞安建業 | 日立             | 1    |

## 教育及福利設施

### 幼稚園
- 保良局張潘美意幼稚園 （页面存档备份，存于）（1997年創辦）（富東商場1樓）
- 金巴崙長老會青草地幼稚園（1997年創辦）（富東商場2樓）
- 香港聖公會東涌幼兒學校（1997年創辦）（富東商場3樓）

已結束
- 活力幼樂園幼稚園（富東商場3樓）

### 小學
- 寶安商會溫浩根小學 （页面存档备份，存于）（1997年創辦）
- 青松侯寶垣小學 （页面存档备份，存于）（1997年創辦）

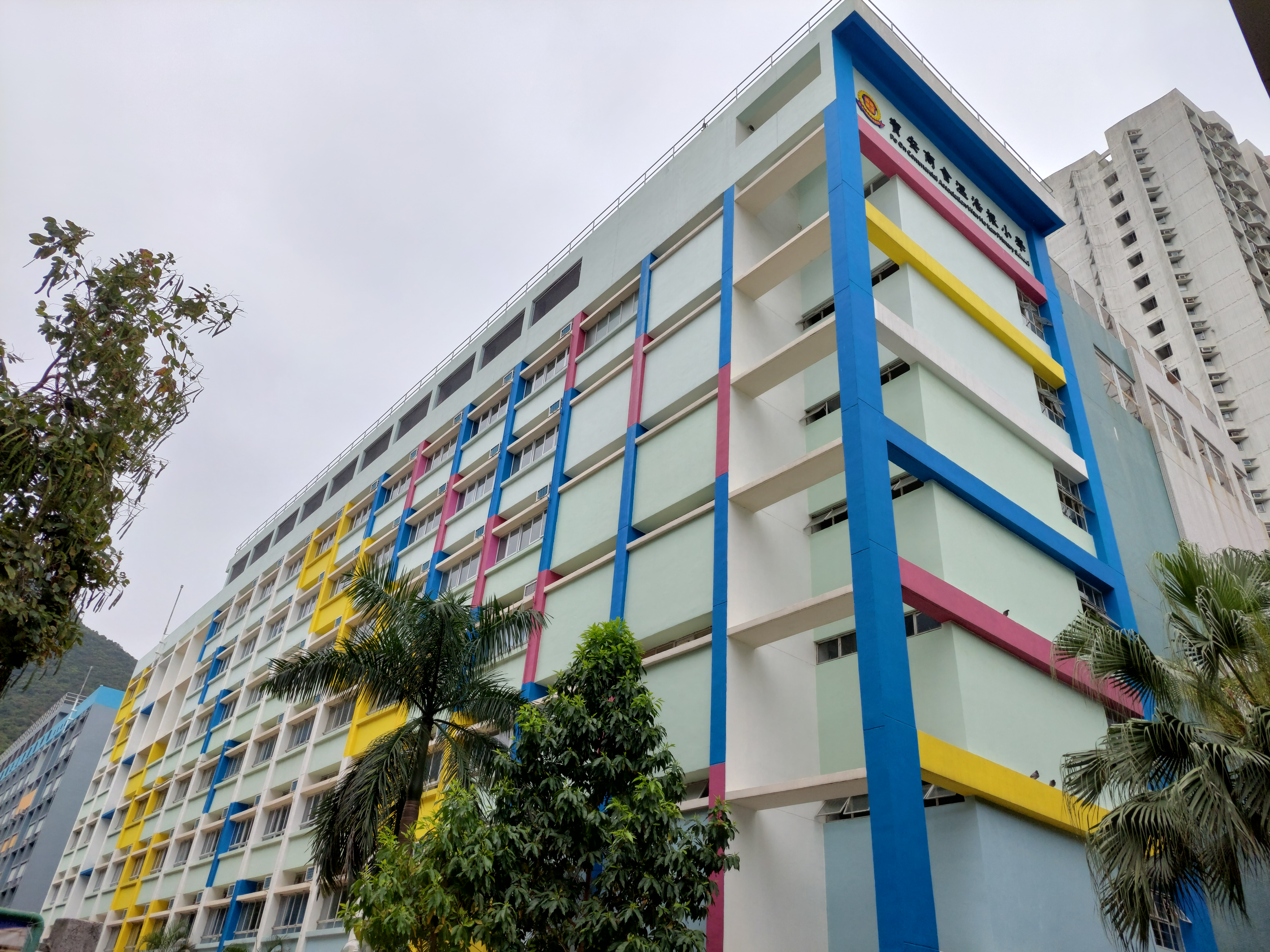
寶安商會溫浩根小學
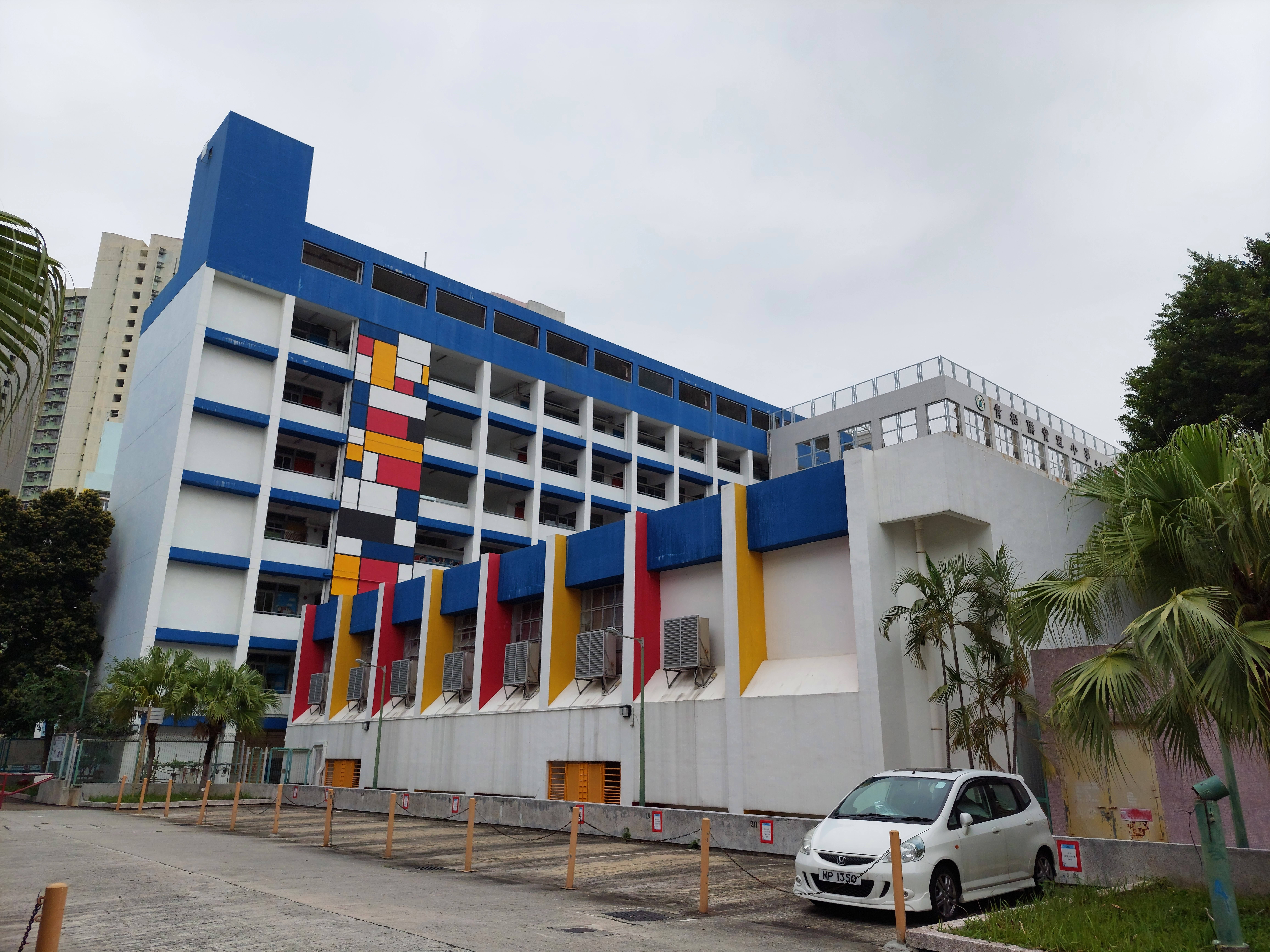
青松侯寶垣小學
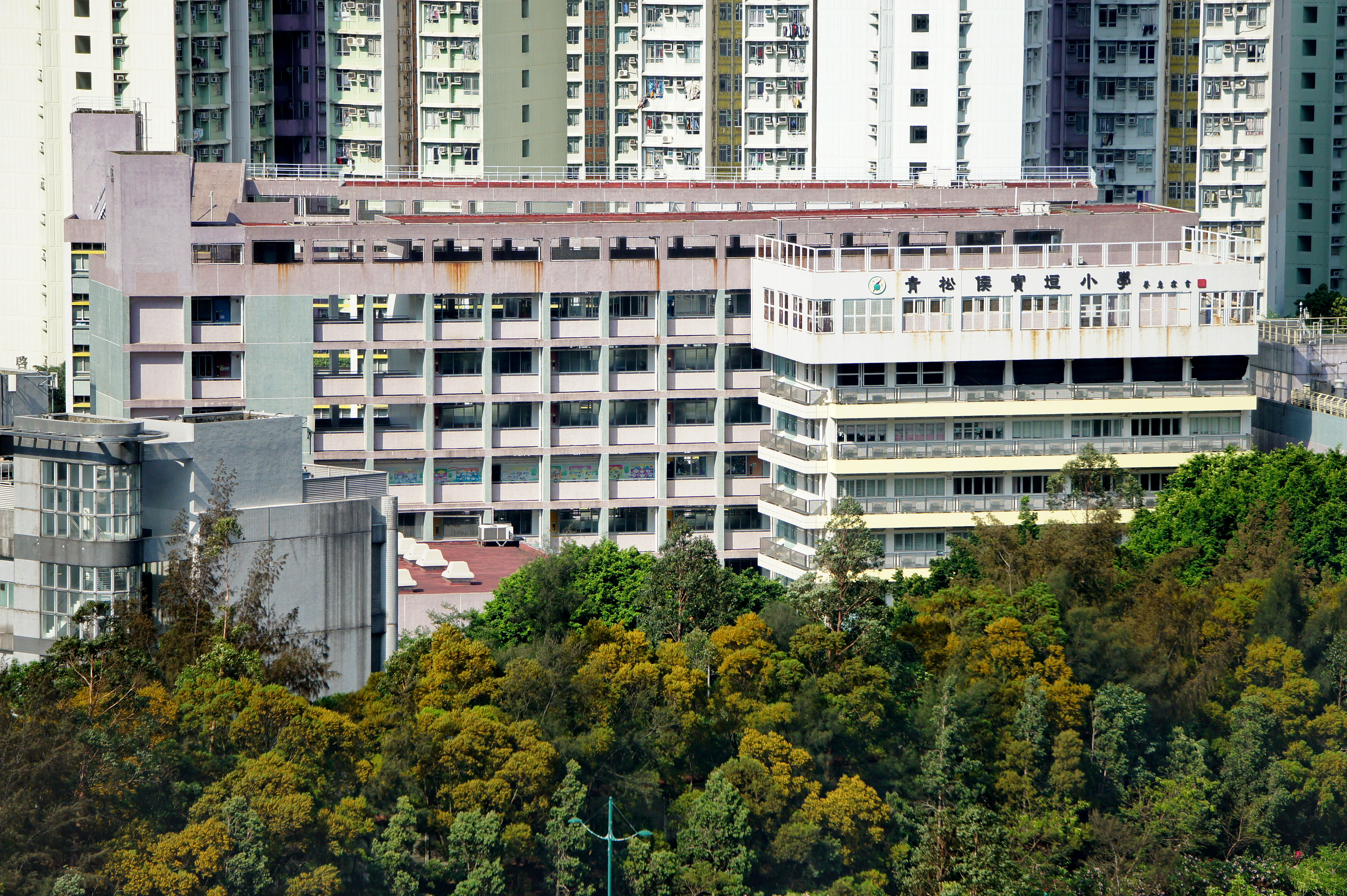
遠眺青松侯寶垣小學

### 中學
- 保良局馬錦明夫人章馥仙中學
- 香港教育工作者聯會黃楚標中學

### 兒童及青年中心
- 香港聖公會東涌綜合服務 （页面存档备份，存于）

### 安老院
- 明愛富東苑

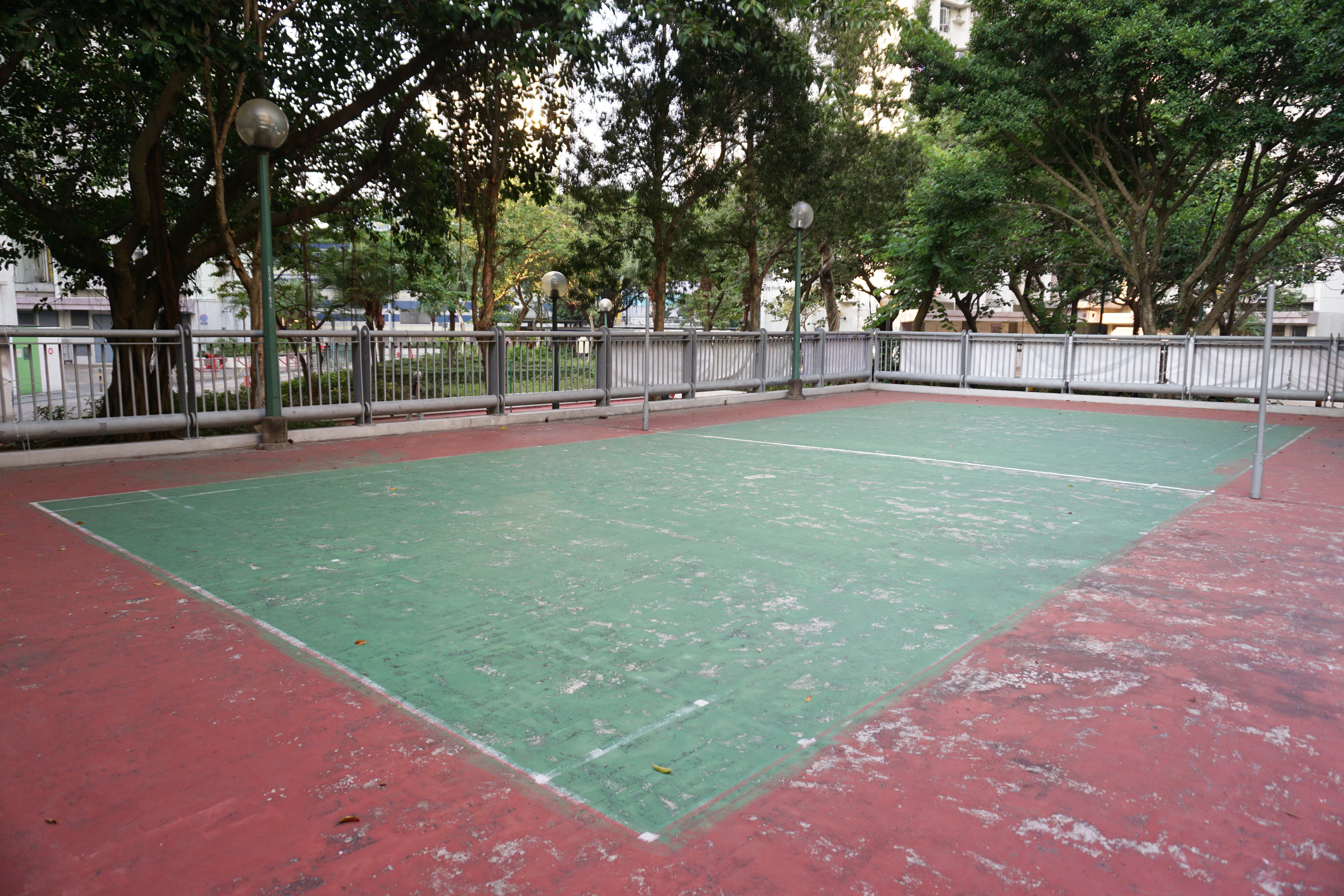
富東邨羽毛球場
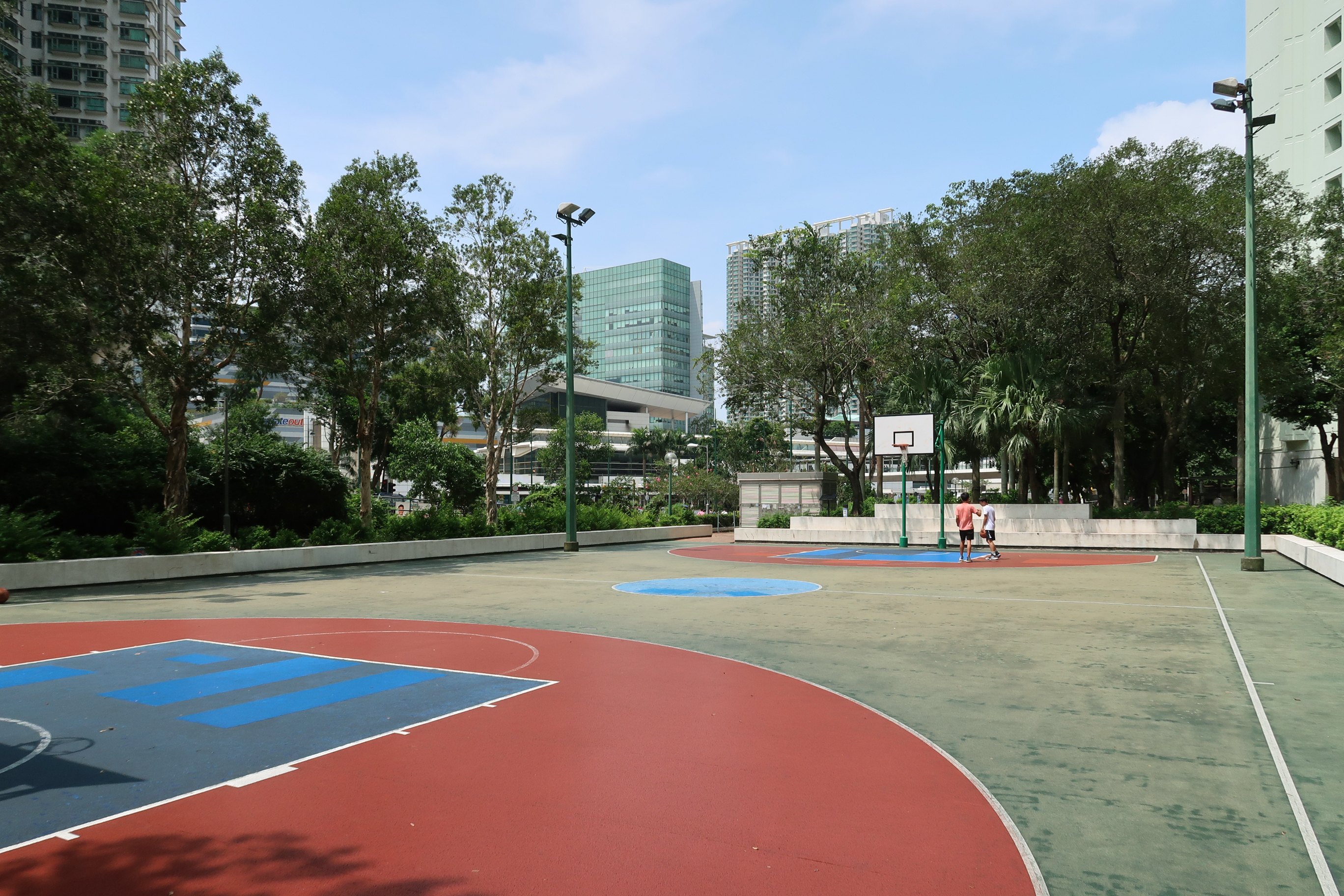
富東邨籃球場
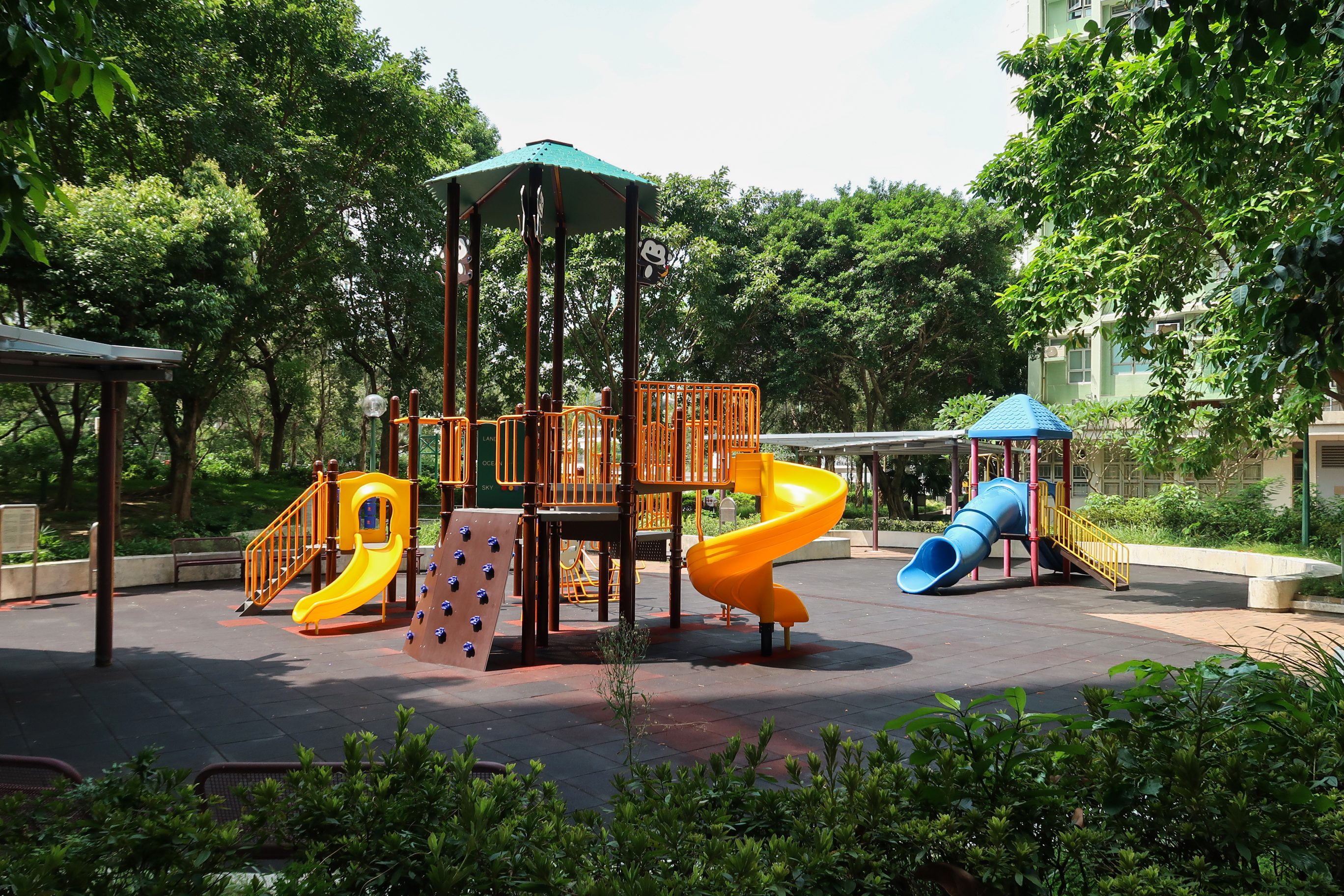
富東邨兒童遊樂場
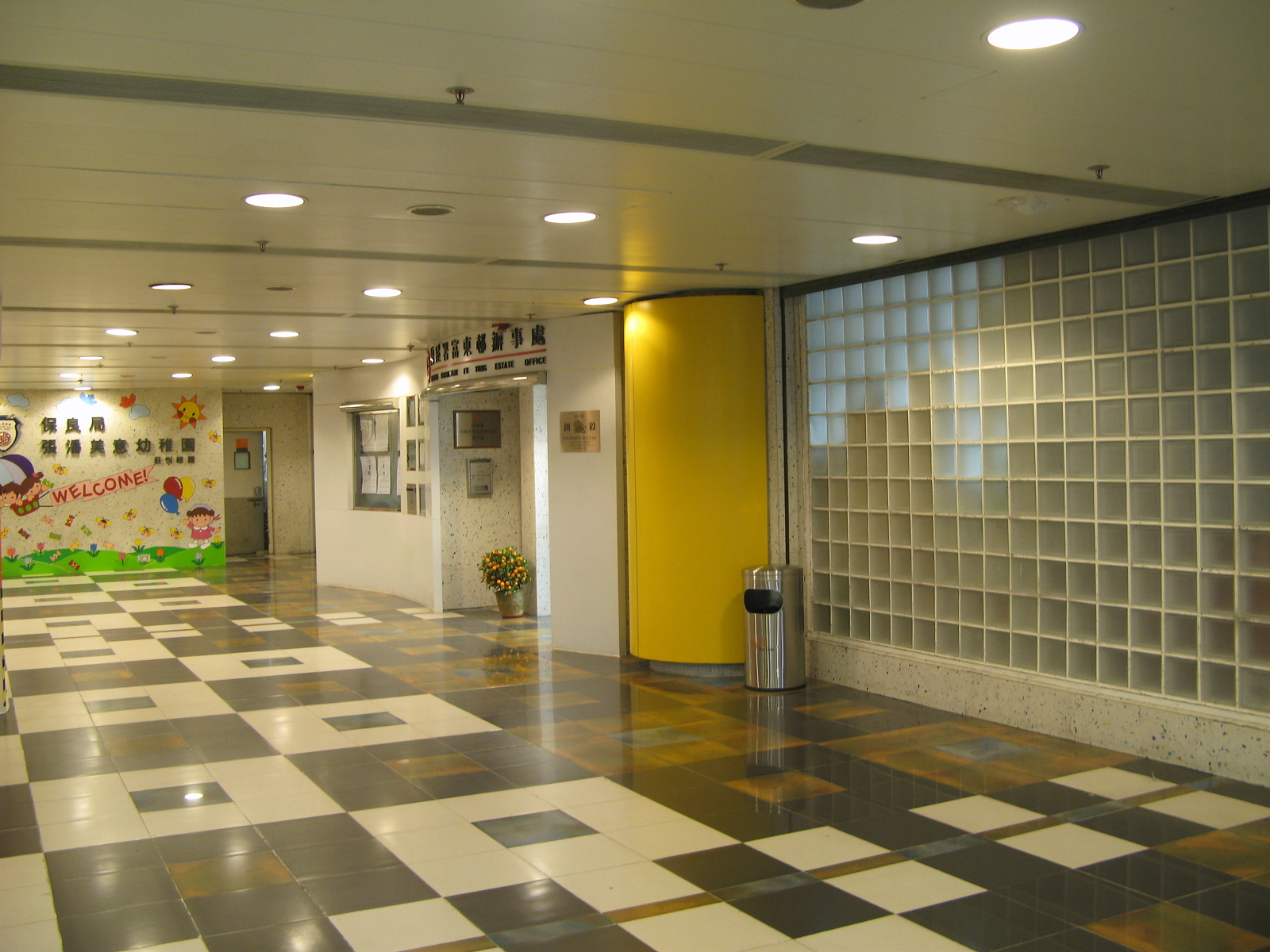
富東商場幼兒園
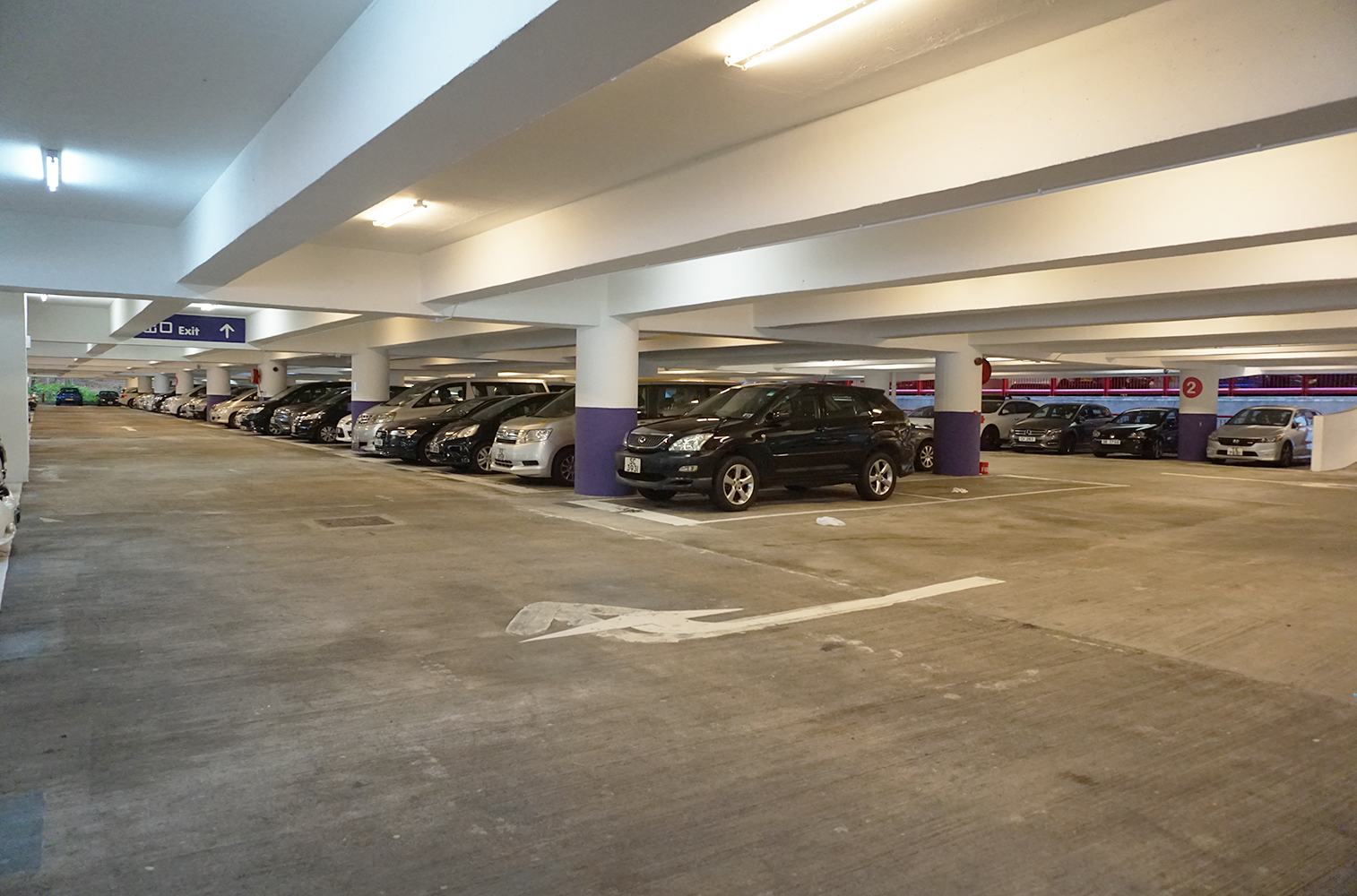
富東邨停車場
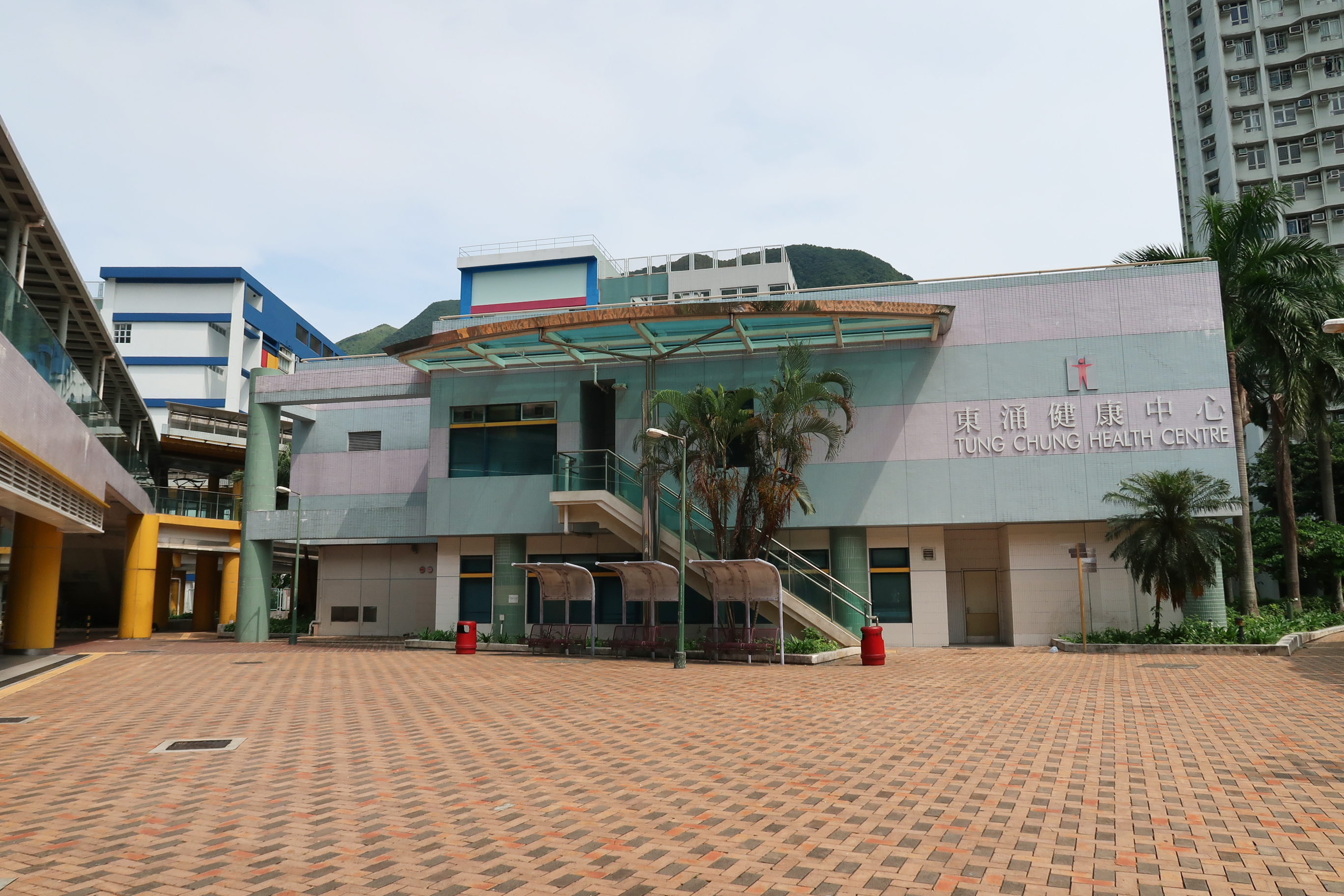
東涌健康中心
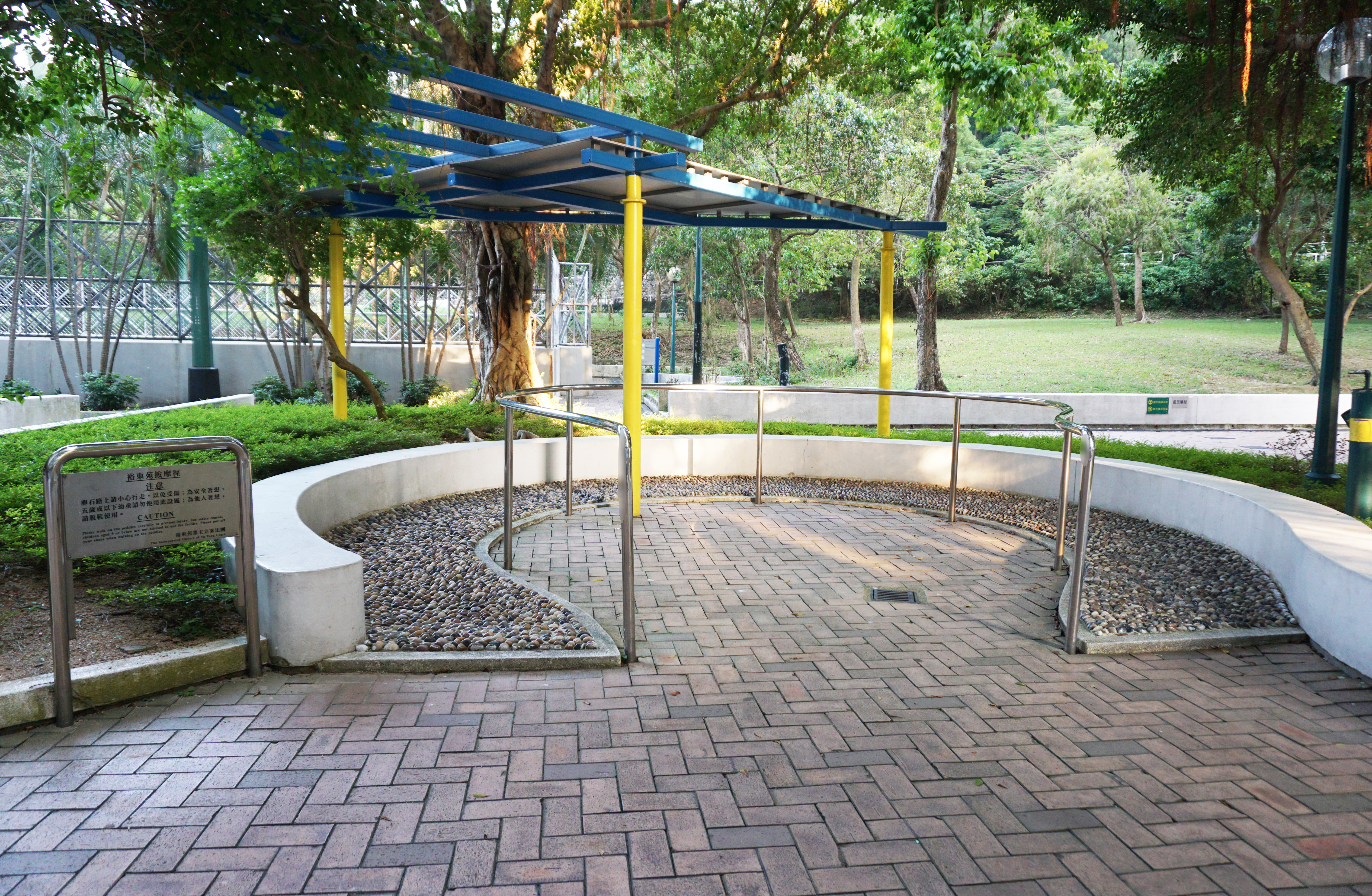
裕東苑卵石路步行徑

## 邨內附屬商場

### 富東廣場

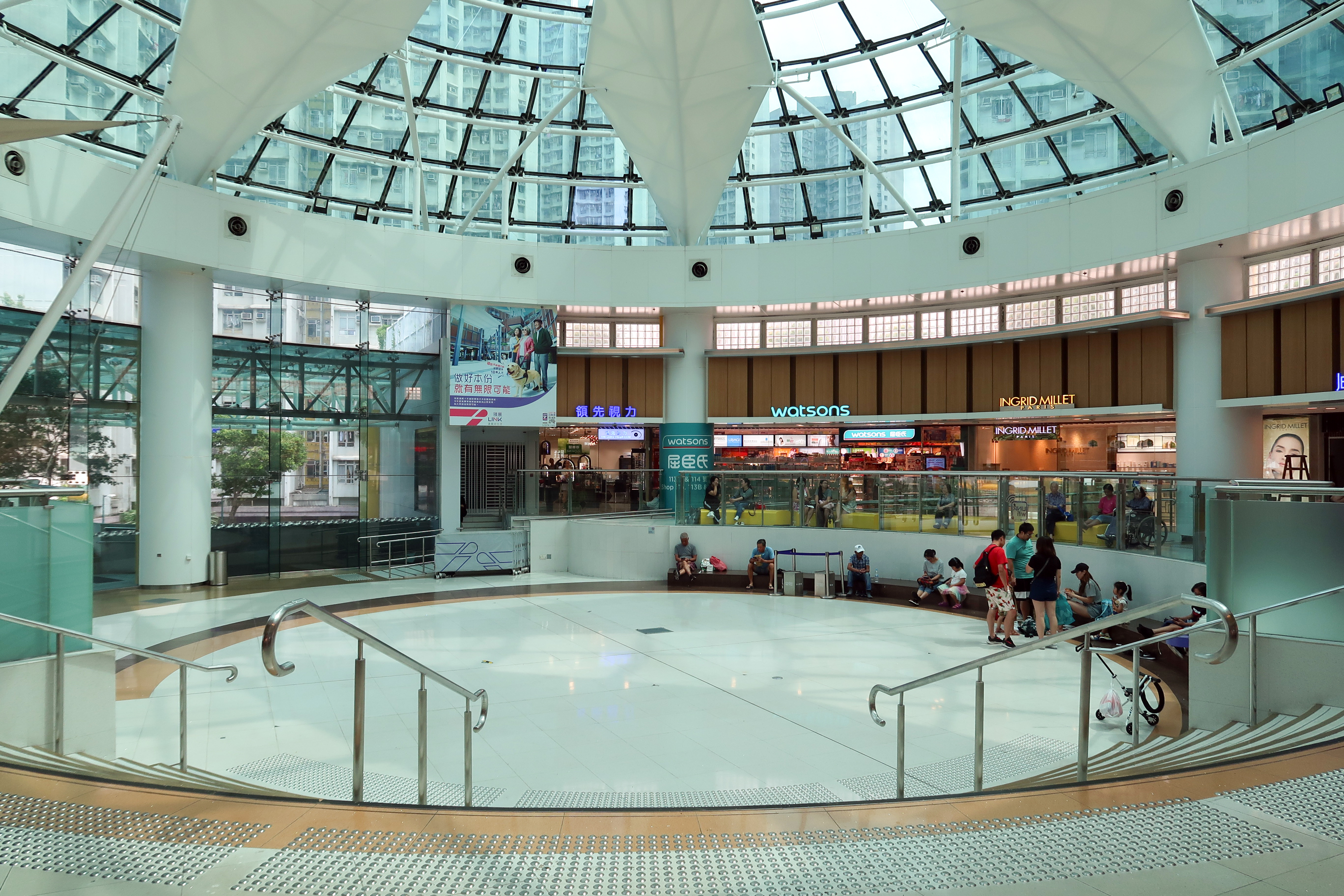
富東廣場中庭

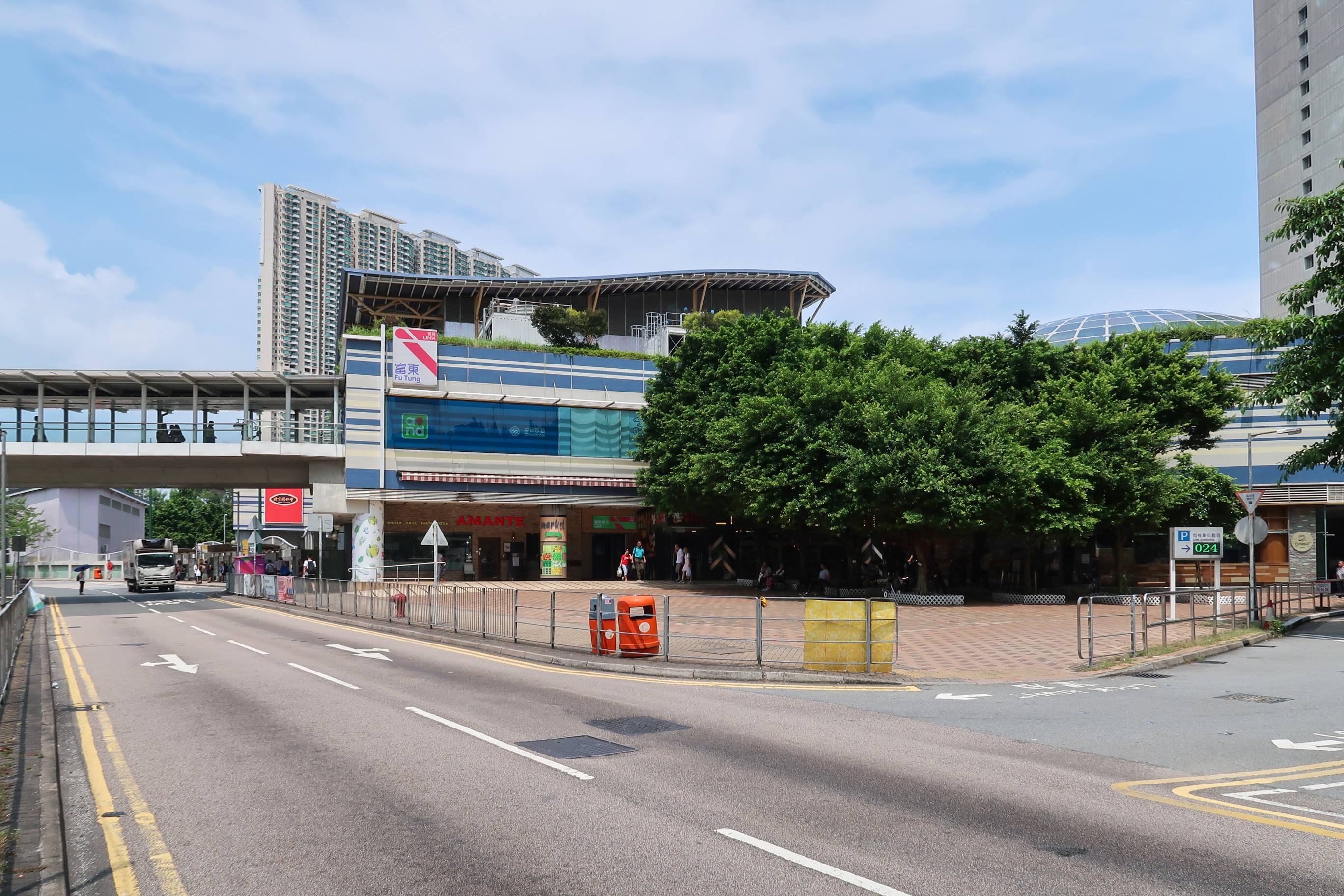
面向達東路的富東廣場，2017年完成外牆翻新工程

前稱富東商場。樓高2層，2008年起，領展斥資3,000萬為商場進行資產提升工程。工程為期約一年半，於2009年4月竣工後並改稱為富東廣場。完成翻新後除了零售樓面面積大幅增加外，商舖數目亦由原來的30間增加至49間。廣場中庭四周更加裝了LED幻彩燈，增添生氣及活力。2016年尾起領展再次為富東廣場進行新一輪擴建和翻新工程，工程包括把部分商舖遷往先前樓上的舖位，而騰空的位置會改建成食肆和其他商舖。另外，基於東涌人口和遊客數目持續上升，以致區內車位供應不足，有鑑於此領展自2017年2月起啟用新建的停車場。
商場及街市內的商店種類包括（2017年4月）：
- 餐飲類（快餐店、西餐廳、香港特色小食、泰式餐廳、日韓料理、酒樓、燒臘店、麵包西餅店、粥麵店等）
- 超級市場、便利店、雜貨店
- 個人護理及理髮
- 時裝及眼鏡店
- 銀行（東亞銀行、匯豐銀行、建設銀行）
- 文具店及書報攤
- 診所及藥房
- 電器和手機店
- 五金店及水電維修
- 花店
- 家居用品、窗簾店、洗衣店
- 幼稚園及琴行
- 蔬菜、鮮肉及鮮魚檔
- 珠寶店

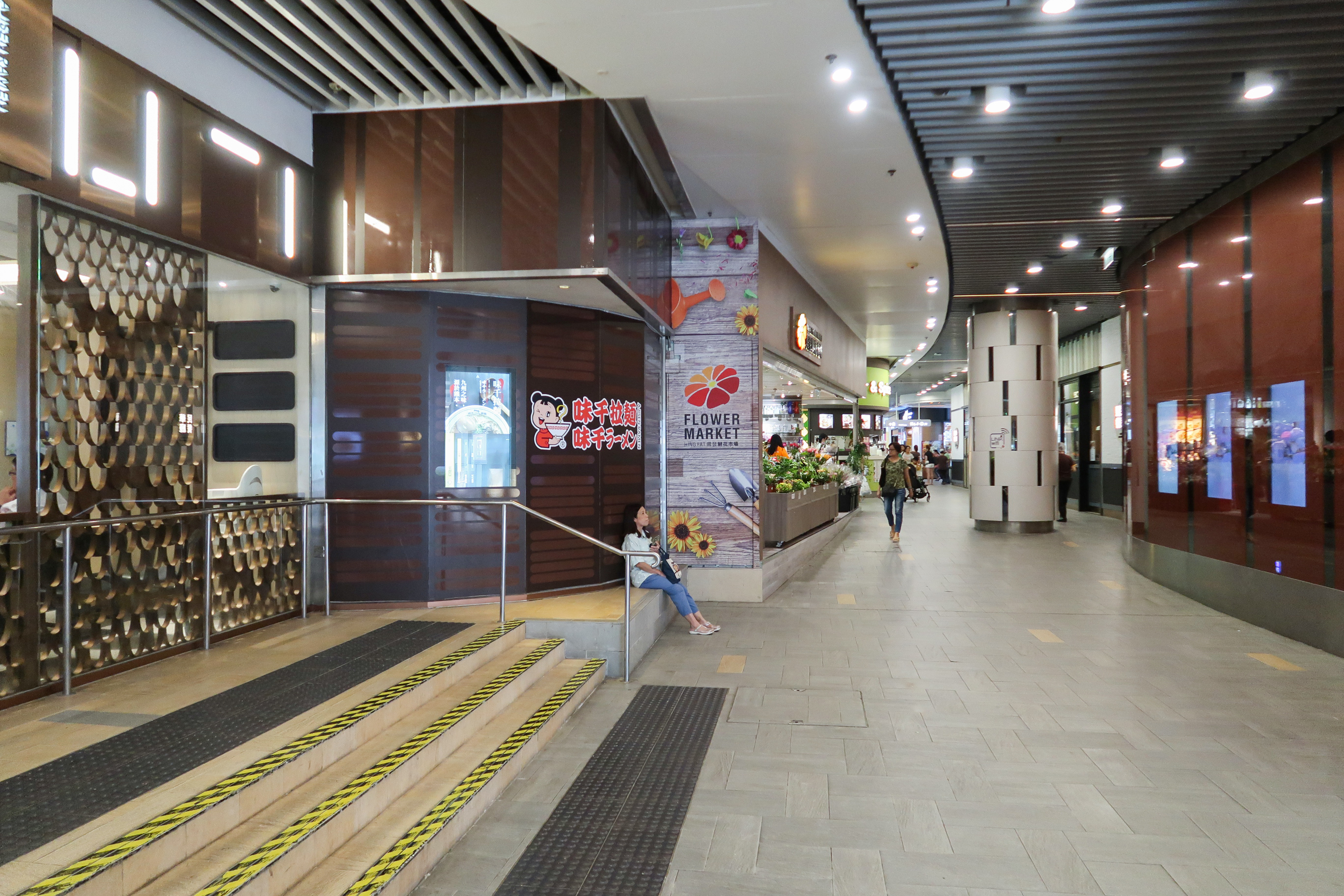
地下食肆
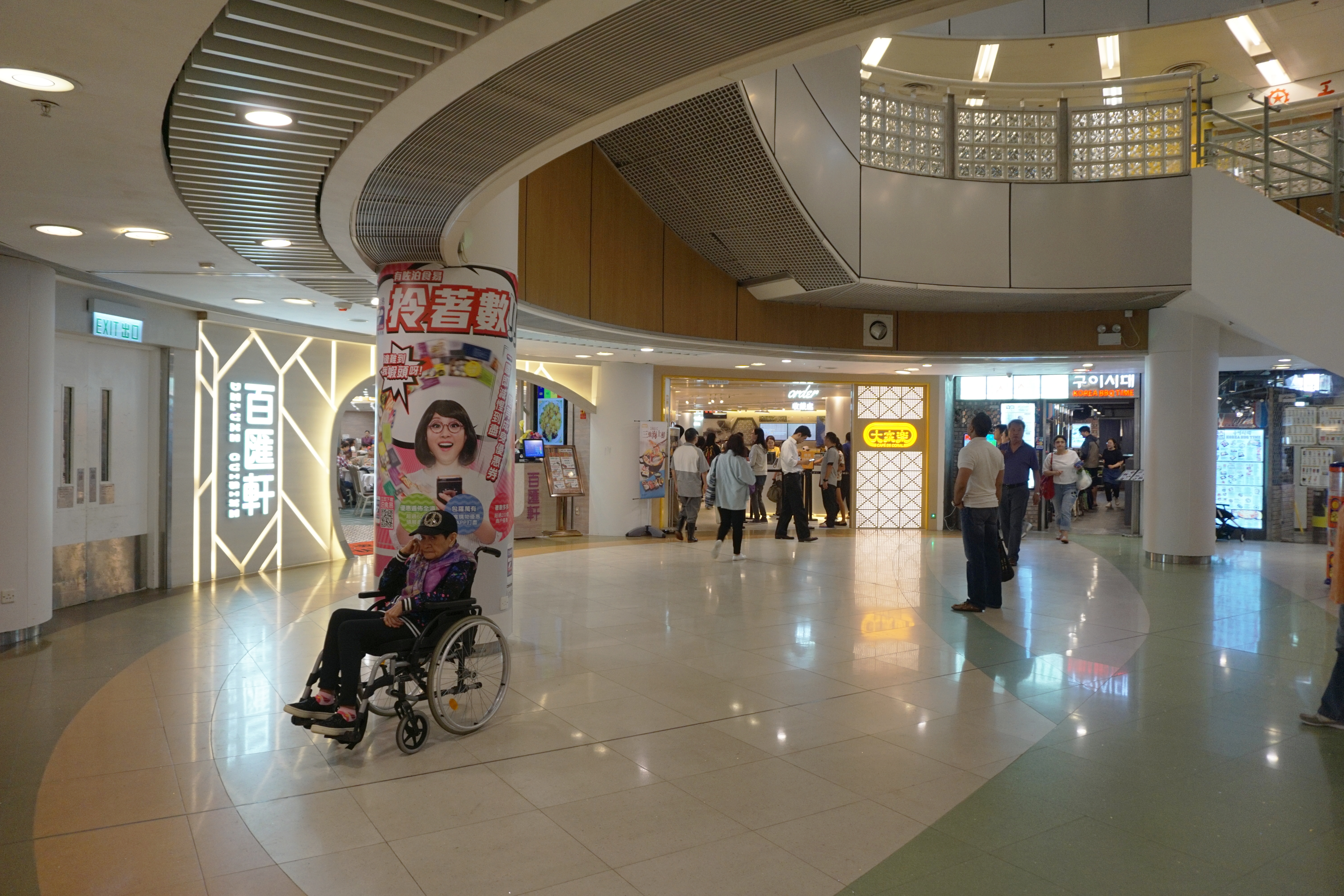
1樓百匯軒酒家、大家樂及韓國料理餐廳「燒肉時代」
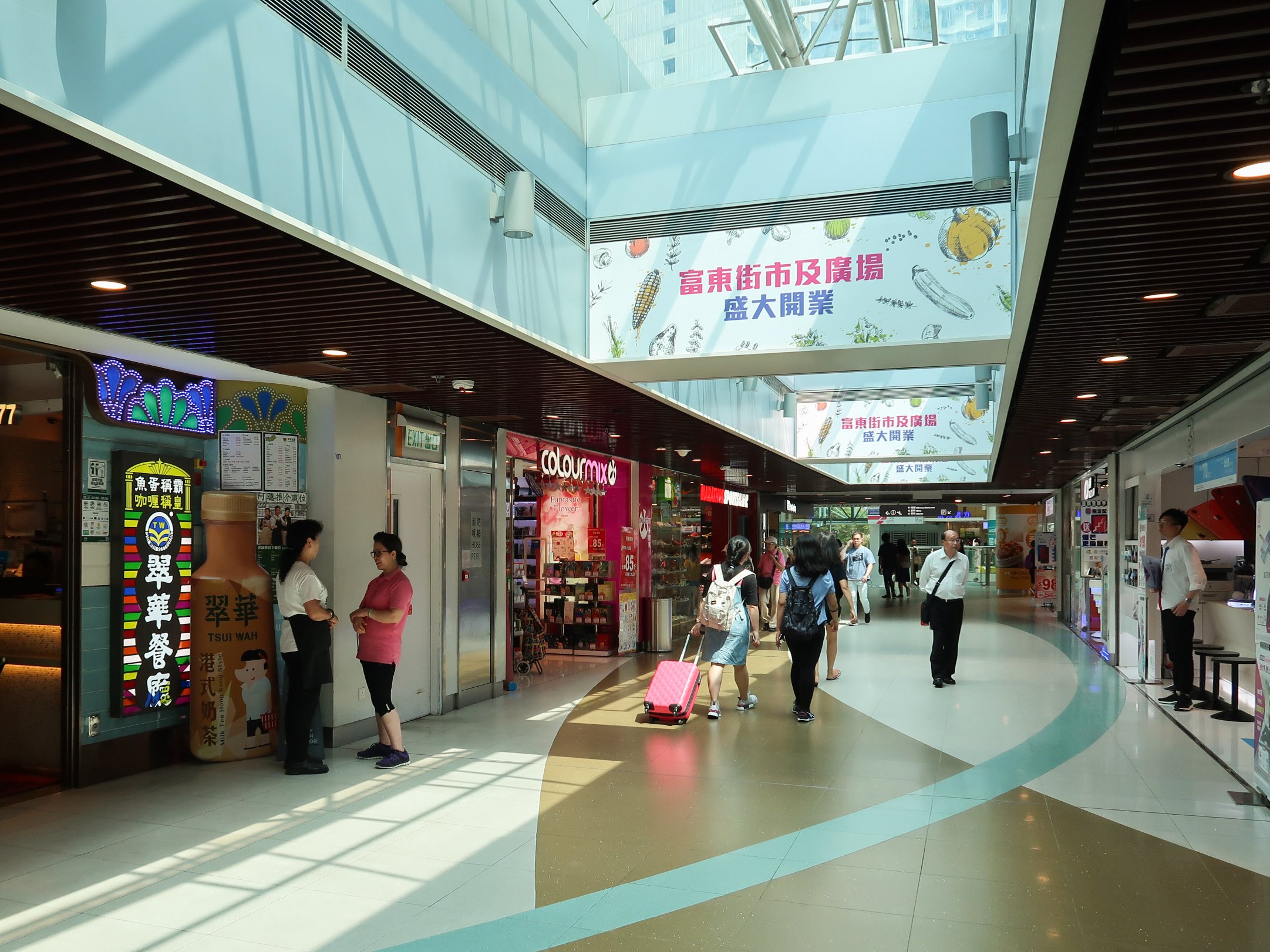
1樓連接東涌站天橋的通道設翠華餐廳、Colourmix及電訊店
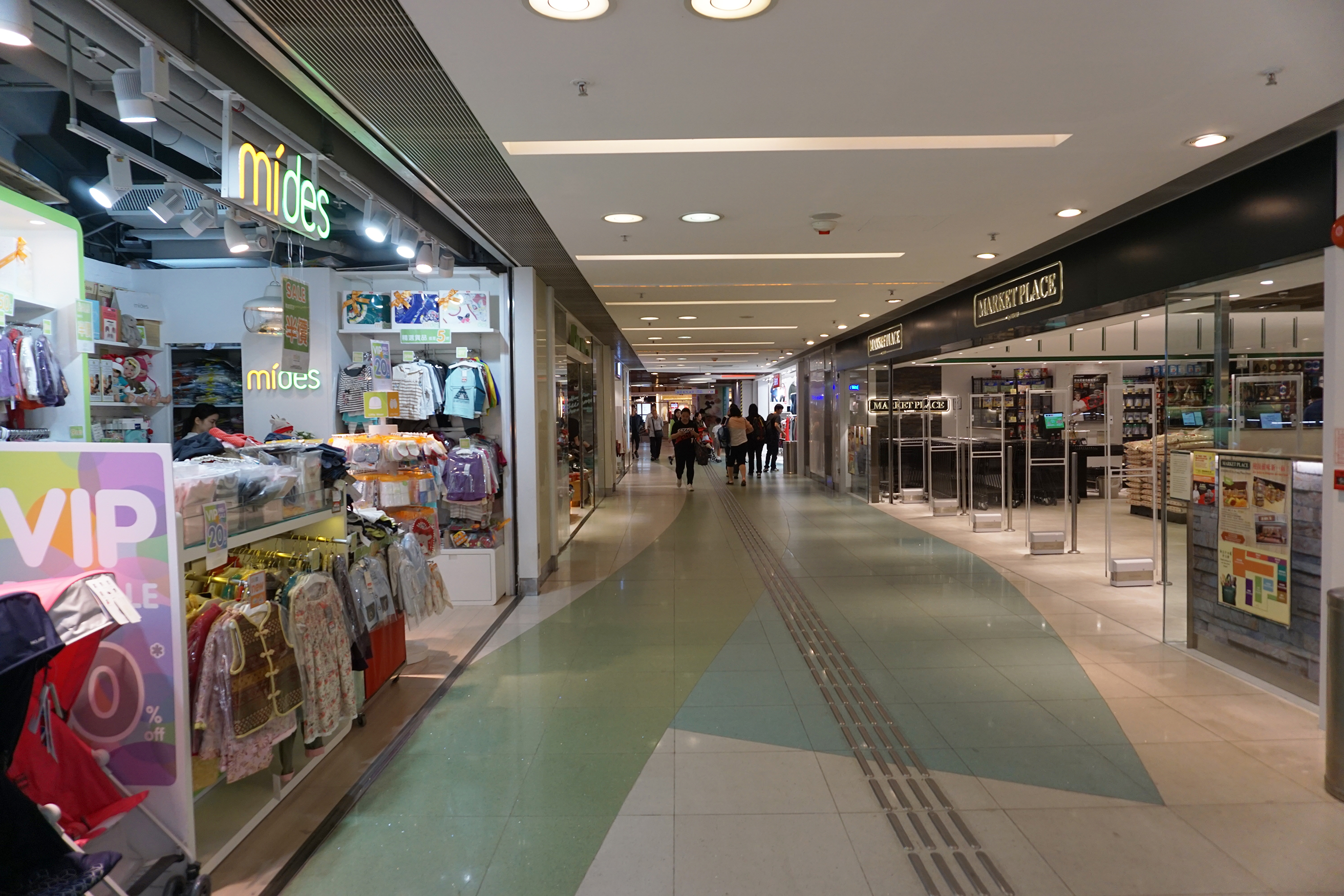
1樓兒童服裝及Market Place by Jasons
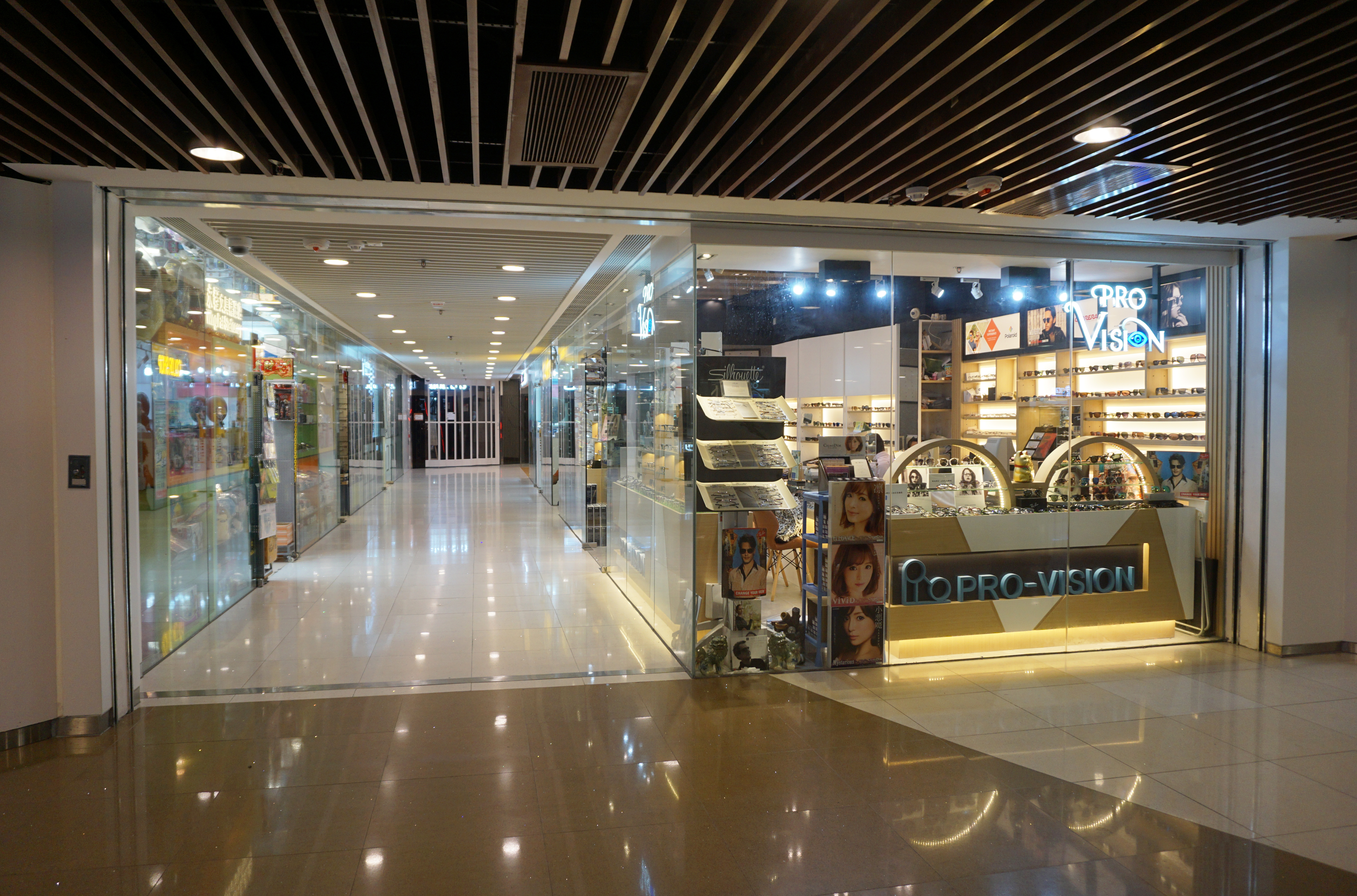
1樓文具精品及眼鏡店
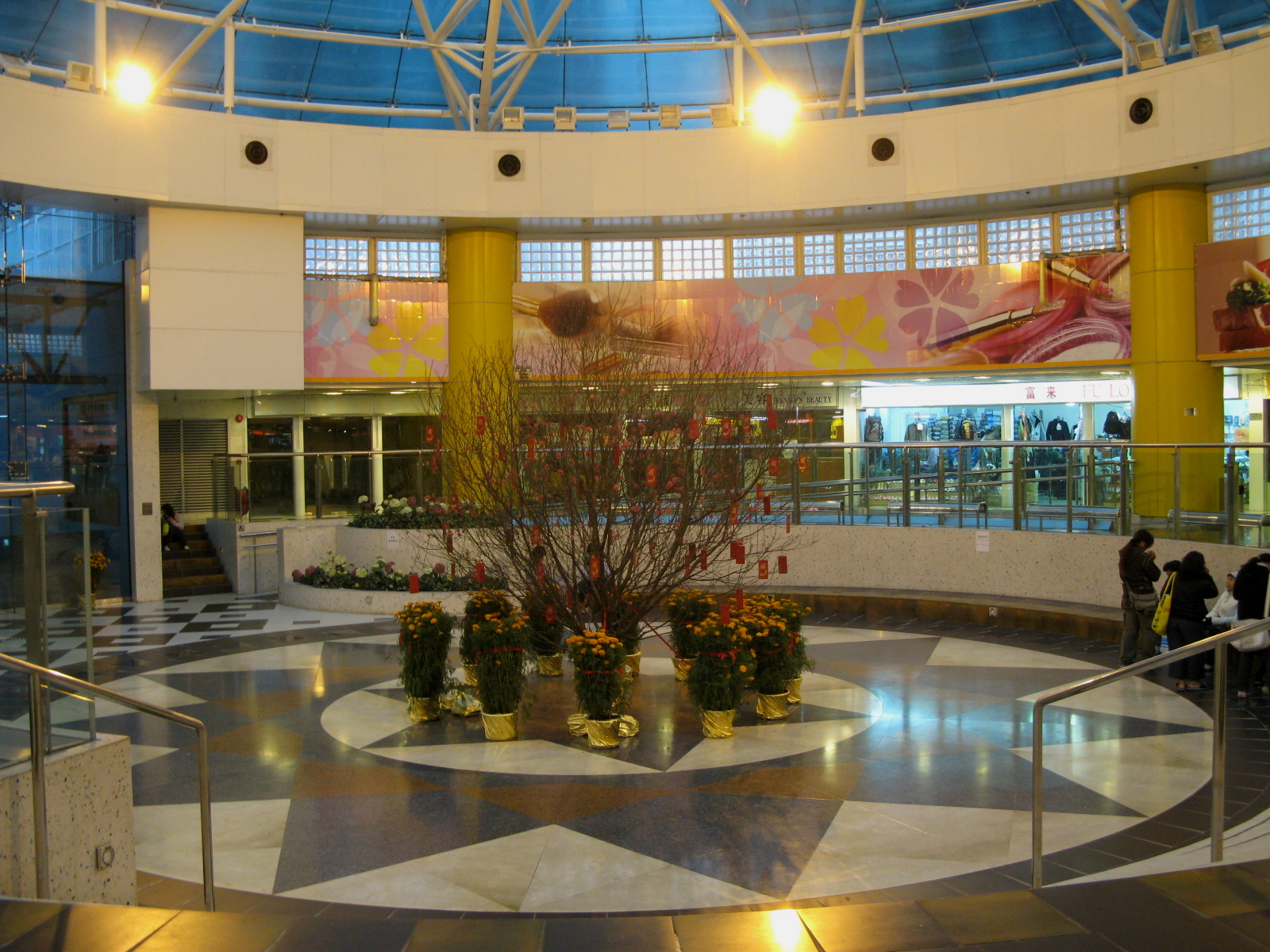
富東商場中庭（2008年）
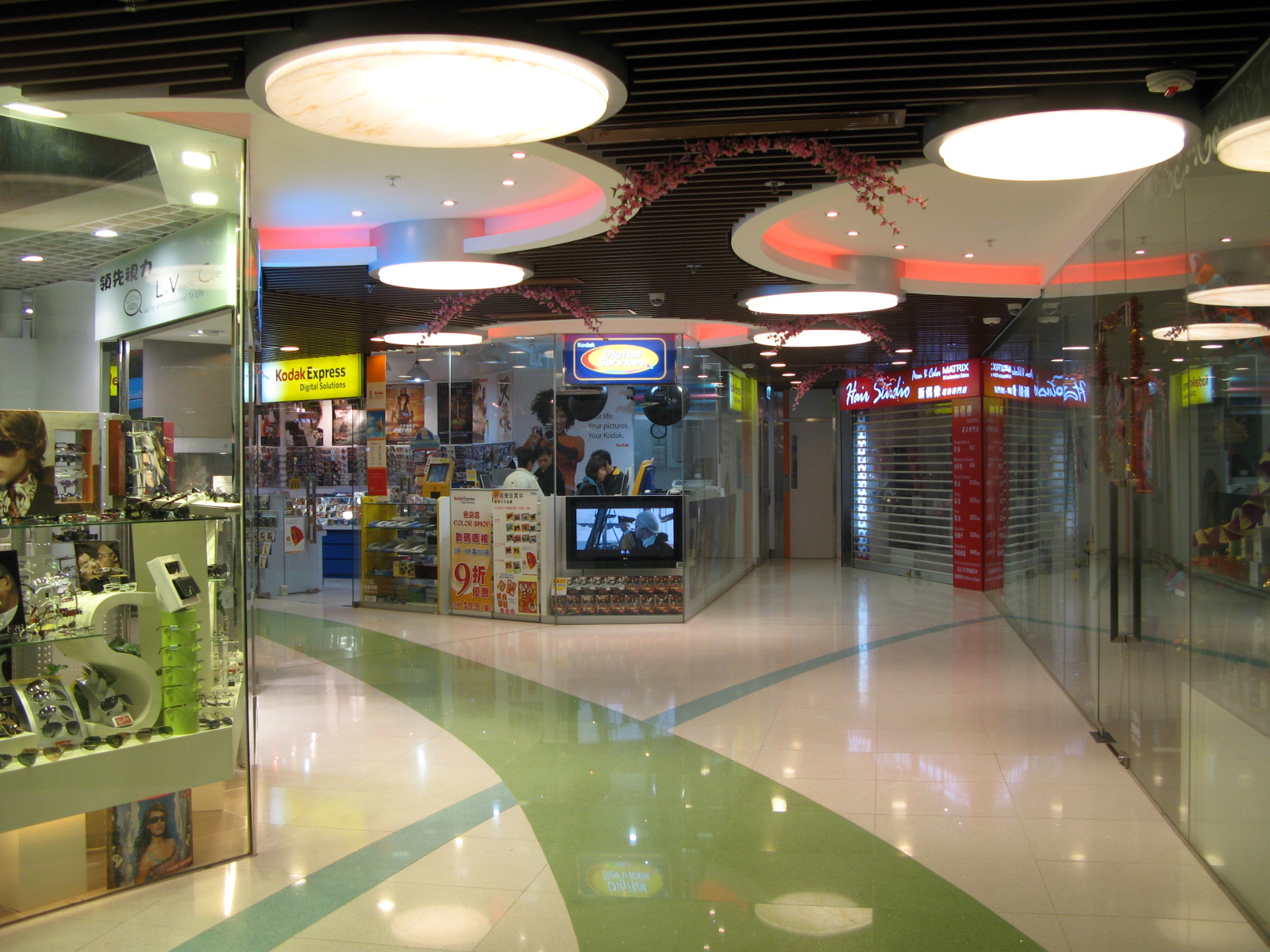
韓國料理餐廳「燒肉時代」前身為數間商店（2008年）

### 富東街市

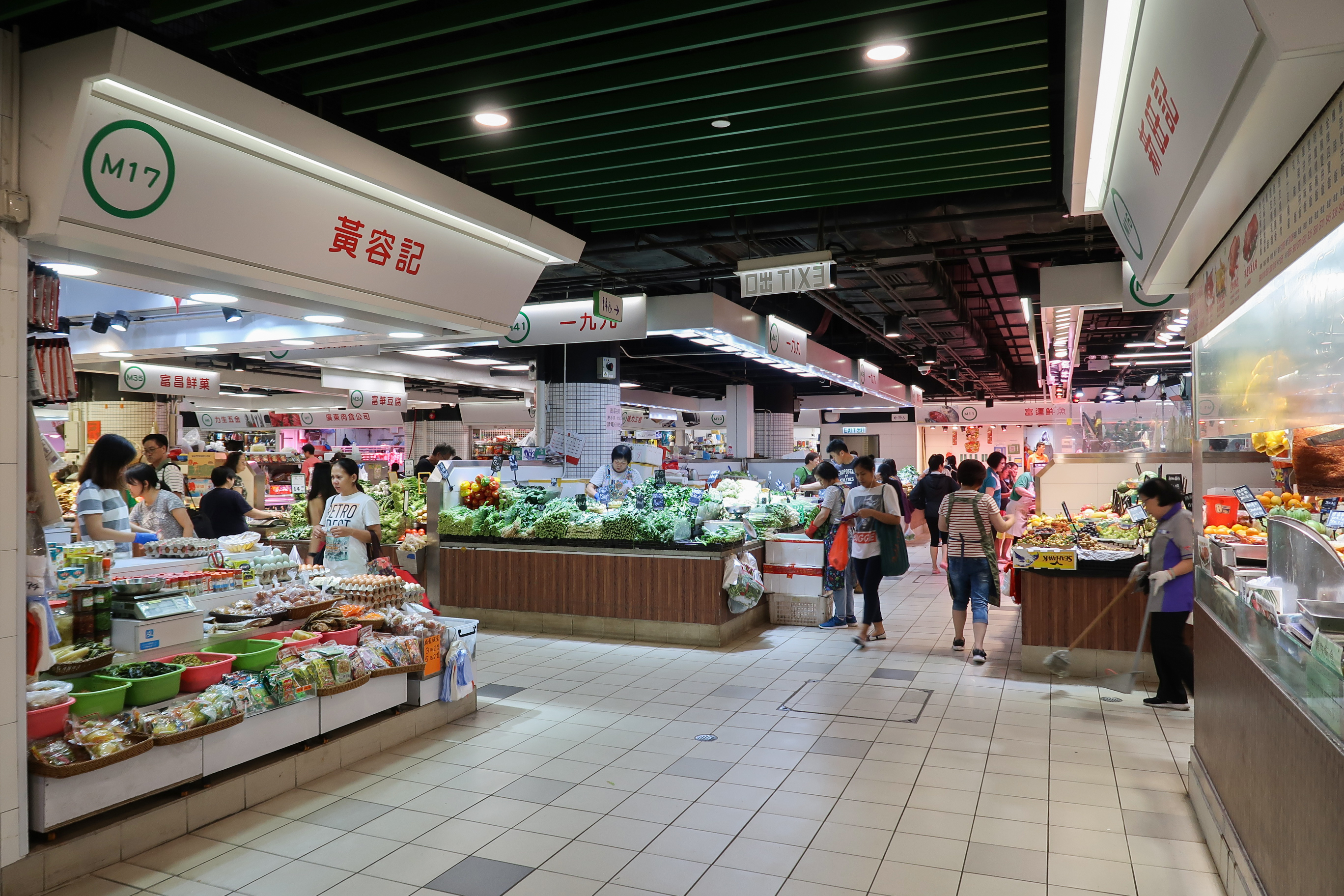
2017年翻新後的富東街市內貌

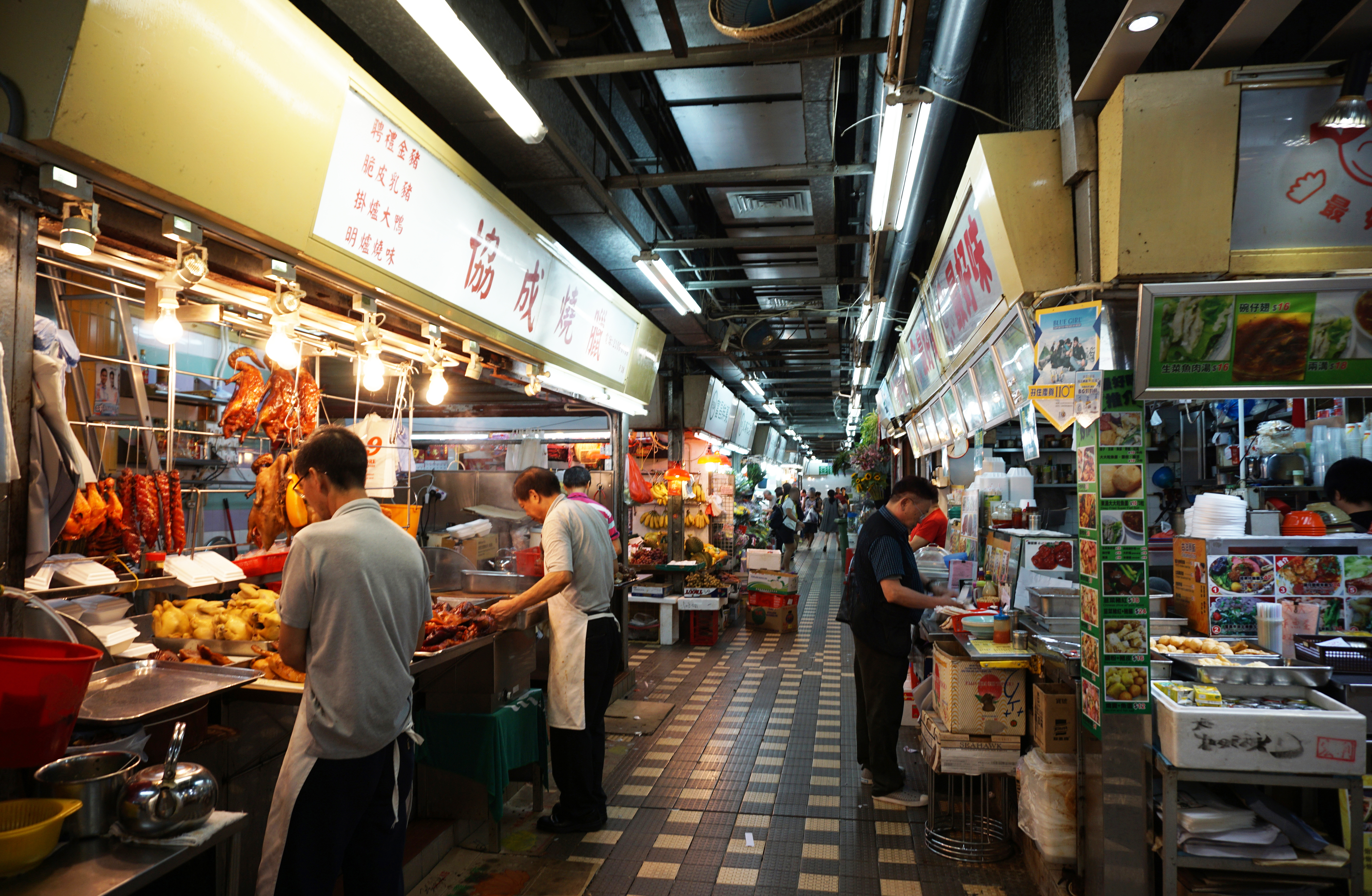
翻新前的富東街市前稱「富東（萬有）街市」（2016年）

東涌富東街市自2005年起由領展持有，於2017年4月1日起展開翻新工程，為期五個月。工程期間居民只能乘車跨區買餸，關注組織監察公營街市發展聯盟批評領展的安排嚴重影響居民生活，表示3月初居民大會是曾提出設立臨時街市和停止外判屋邨街市。不過領展以邨內空間不足為由，拒絕關注組的建議。

## 外部連結
- 東涌討論區（页面存档备份，存于）
- 香港房屋委員會物業位置及資料 富東邨資料
- 香港房屋委員會物業位置及資料 裕東苑資料
- .   [2020-11-20]. （原始内容存档于1997-02-27）.
- 領展商場：富東廣場 （页面存档备份，存于）
- 東涌富東邨商場-瑞安建業 （页面存档备份，存于）

22°17′17″N 113°56′31″E / 22.2881°N 113.9420°E